# Вершаг
Вершаг (рум. Vărșag) — комуна у повіті Харгіта в Румунії. До складу комуни входить єдине село Вершаг.
Комуна розташована на відстані 240 км на північ від Бухареста, 40 км на північний захід від М'єркуря-Чука, 135 км на схід від Клуж-Напоки, 99 км на північ від Брашова.

## Населення
За даними перепису населення 2002 року у комуні проживали 1515 осіб.
Національний склад населення комуни:
| Національність | Кількість осіб | Відсоток |
| -------------- | -------------- | -------- |
| угорці         | 1511           | 99,7%    |
| румуни         | 4              | 0,3%     |

Рідною мовою назвали:
| Мова      | Кількість осіб | Відсоток |
| --------- | -------------- | -------- |
| угорська  | 1511           | 99,7%    |
| румунська | 4              | 0,3%     |

Склад населення комуни за віросповіданням:
| Релігія        | Кількість осіб | Відсоток |
| -------------- | -------------- | -------- |
| римо-католики  | 1492           | 98,5%    |
| реформати      | 7              | 0,5%     |
| унітарії       | 6              | 0,4%     |
| православні    | 4              | 0,3%     |
| п'ятдесятники  | 3              | 0,2%     |
| греко-католики | 1              | 0,1%     |

## Зовнішні посилання
- Дані про комуну Вершаг на сайті Ghidul Primăriilor